# Carl Adolph
Carl Adolph (* 8. April 1838 in Nordstemmen; † 3. Januar 1890 in Sorau, Schlesien) war ein deutscher Astronom, Mathematiker, Teilnehmer an der Expedition nach Tschifu zur Beobachtung des Venusdurchgangs 1874, sowie Oberlehrer an verschiedenen Gymnasien.

## Leben
Sein Vater Johann Heinrich Carl Adolph (1801–1873) war von 1831 bis 1847 Pastor in Nordstemmen, später in Heiligenfelde (Syke) und Sohn des Stadtförsters Johann Anton Adolph. Seine Mutter war die Tochter eines Artilleristen namens Heinrich Schmidt, der am Gymnasium in Göttingen Mathematik lehrte und in die alte Patrizierfamilie Cassius eingeheiratet hatte.
1852 wurde Carl Adolph zusammen mit seinem Bruder Heinrich, vorbereitet durch den Schulunterricht des Vaters, in die Tertia des Andreanums in Hildesheim aufgenommen. 1857 immatrikulierten sich die beiden Brüder in Göttingen. Während der Jüngere (Carl) die Fächer Mathematik und Naturwissenschaft wählte, wandte sich der bereits über 16 Jahre alte Heinrich, entgegen dem Rat seiner Lehrer, aber dem väterlichen Vorbild und Wunsch entsprechend, der evangelischen Theologie zu. Als dieser 1861 sein erstes theologisches Examen absolviert hatte, brach Carl Adolph die Studien „aus wirtschaftlichen Gründen“ ab.
Schon während seines Studiums publizierte er Beobachtungen von Asteroiden, die er am Göttinger Refraktor durchführte. Nach seinem Göttinger Studium übernahm er kurzfristig eine Hauslehrerstelle sowie eine Tätigkeit als Rechner an der Sternwarte in Pulkowa. Von Ende 1862 bis Anfang 1864 war er Assistent an der Sternwarte Königsberg, wo er mit dem Heliometer die von Bessel und Struve ermittelten Doppelstern-Daten einer erneuten Prüfung unterzog.
1864 ergriff er den Lehrerberuf. In den nächsten Jahren setzte er seine früher begonnene Arbeit zur Bahn des Asteroiden Mnemosyne fort, mit der er 1873 in Karlsruhe promovieren konnte.
Zu dieser Zeit war er als Lehrer an der Provinzial-Gewerbeschule in Elberfeld tätig. Von Arthur Auwers wurde er zur Fortsetzung seiner heliometrischen Arbeiten veranlasst. Zudem wurde er als zweiter Astronom und stellvertretender Leiter der Expedition zur Beobachtung des Venusdurchgangs am 9. Dezember 1874 in Tschifu (China) berufen. Seine zahlreichen Messungen am Heliometer in Straßburg und Tschifu trugen wesentlich zur Bestimmung des Sonnendurchmessers bei.
Von 1877 bis zu seinem Tode arbeitete er als Oberlehrer am Königlichen Gymnasium in Sorau.

## Nachruf
Eine Würdigung und zugleich Todesanzeige von Carl Adolph schrieb der Astronom Arthur Auwers am 13. Januar 1890 in Berlin. Siehe auch: Astronomische Nachrichten

## Werke
- Illustrierte Kriegs–Chronik: 1870–1871; Berichte vom deutsch-französischen Kriegsschauplatz. Neusalza (Oeser), 1871
- Das freie Preußen! Geschichte des Berliner Freiheitskampfes vom 18. März 1848 und seiner Folgen. Bd. I. u. II., 310 u. 344 Seiten, Berlin (Hübenthal u. Comp.), 1848
- Deutschlands Heldenkaiser Wilhelm der Siegreiche und Kaiser Friedrich III. Illustrierte Chronik des deutschen Kaiserhauses von Dr. C. Adolf, Verfasser der Kriegs-Chroniken von 1866 und 1870/71 (Text- und Bildatlas). Neusalza (Hermann Oeser), 1888/89
- Illustrierte Chronik von Schleswig-Holstein und der dänischen Monarchie: mit besonderer Berücksichtigung der Jahre 1847 bis 50 und der Verfassungs- und Erbfolge–Streitigkeiten in der neuesten Zeit / für das deutsche Volk bearb. von Carl Adolph. Neusalza (Oeser) 1864,
- Bahnbestimmung der Mnemosyne-Beobachtung. (Diss.) Karlsruhe 1874
- Diverse Aufsätze in Astronomische Nachrichten im Astrophysics Data System ADS

- Adolph, G. Carl (1861): Beobachtungen von Planetoiden am sechsfüssigen Refractor der Göttinger Sternwarte, von Herrn Stud.Adolph. In: Astr. Nachr.; AN 54 (24), No 1296, Sp. 369–382. doi:10.1002/asna.18610542402.

- Adolph, G. Carl (1861): Elemente und Ephemeride der Mnemosyne, von Herrn Stud. Adolph. In: Astr. Nachr.; AN 54 (7), No. 1279, Sp. 107–110. doi:10.1002/asna.18610540703.

- Adolph, G. Carl (1861): Fortsetzung der Ephemeride für Mnemosyne, von Herrn Stud. Adolph. In: Astr. Nachr.; AN 54 (19), No. 1291, Sp. 297–300. doi:10.1002/asna.18610541904.

- Adolph, G. Carl (1861): Sonnenfinsterniss 1860 Juli 18 beobachtet in Göttingen von Herrn Adolph. In: Astr. Nachr.; AN 55 (6),  No. 1302, Sp. 91–92. doi:10.1002/asna.18610550607.

- Adolph, G. Carl (1861): Verbesserung der Ephemeride der Mnemosyne in No. 1279, von Herrn Stud. Adolph. In: Astr. Nachr.; AN 54 (10), No. 1282,  Sp. 151–154. doi:10.1002/asna.18610541006.

- Adolph, G. Carl (1862): Kreismicrometer-Beobachtungen der Melpomene (18) am Göttinger 6 füssigen Refractor. In: Astr. Nachr.; AN 56 (4), No. 1324, Sp. 57–58. doi:10.1002/asna.18620560407.